# دلمون ۷۷۷۵۵
سیارک ۷۷۷۵۵ (به انگلیسی: 77755 Delemont، نامگذاری:2001PW13) هفتاد و هفت هزار و هفتصد و پنجاه و پنجمین سیارک کشف شده‌است که در ۱۳ اوت ۲۰۰۱ کشف شد.